# Apure
Apure és un dels 23 estats en què és dividida Veneçuela. La capital de l'estat és San Fernando d'Apure.

## Municipis i seus municipals
1. Achaguas (Achaguas)
2. Biruaca (Biruaca)
3. Muñoz (Bruzual)
4. Páez (Guasdualito)
5. Pedro Camejo (San Juan de Payara)
6. Rómulo Gallegos (Elorza)
7. San Fernando (San Fernando de Apure)